# Waldschlößchen-Brauerei

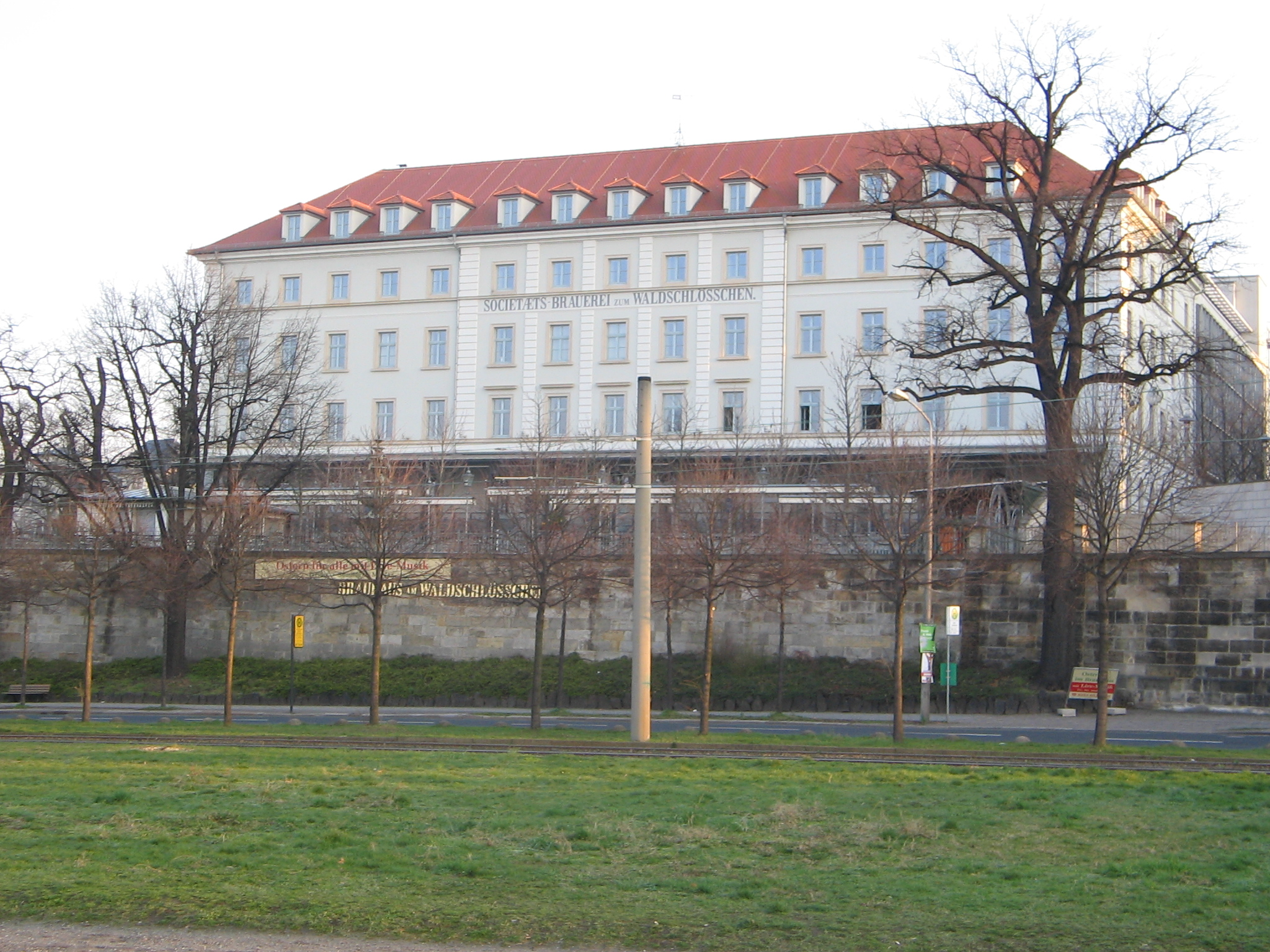
Brauhaus am Waldschlösschen (Frühjahr 2007)

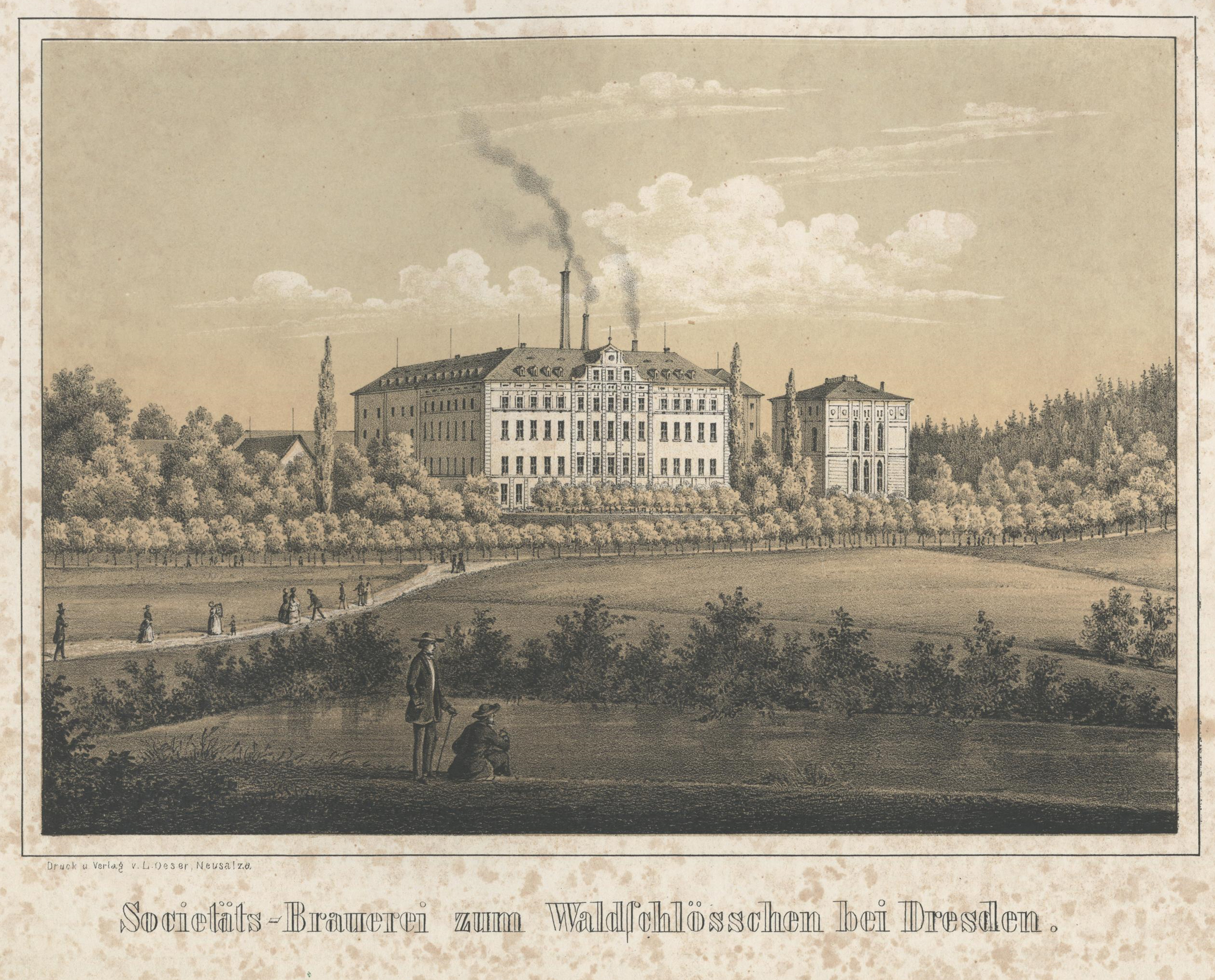
Societäts-Brauerei zum Waldschlösschen bei Dresden (1856)

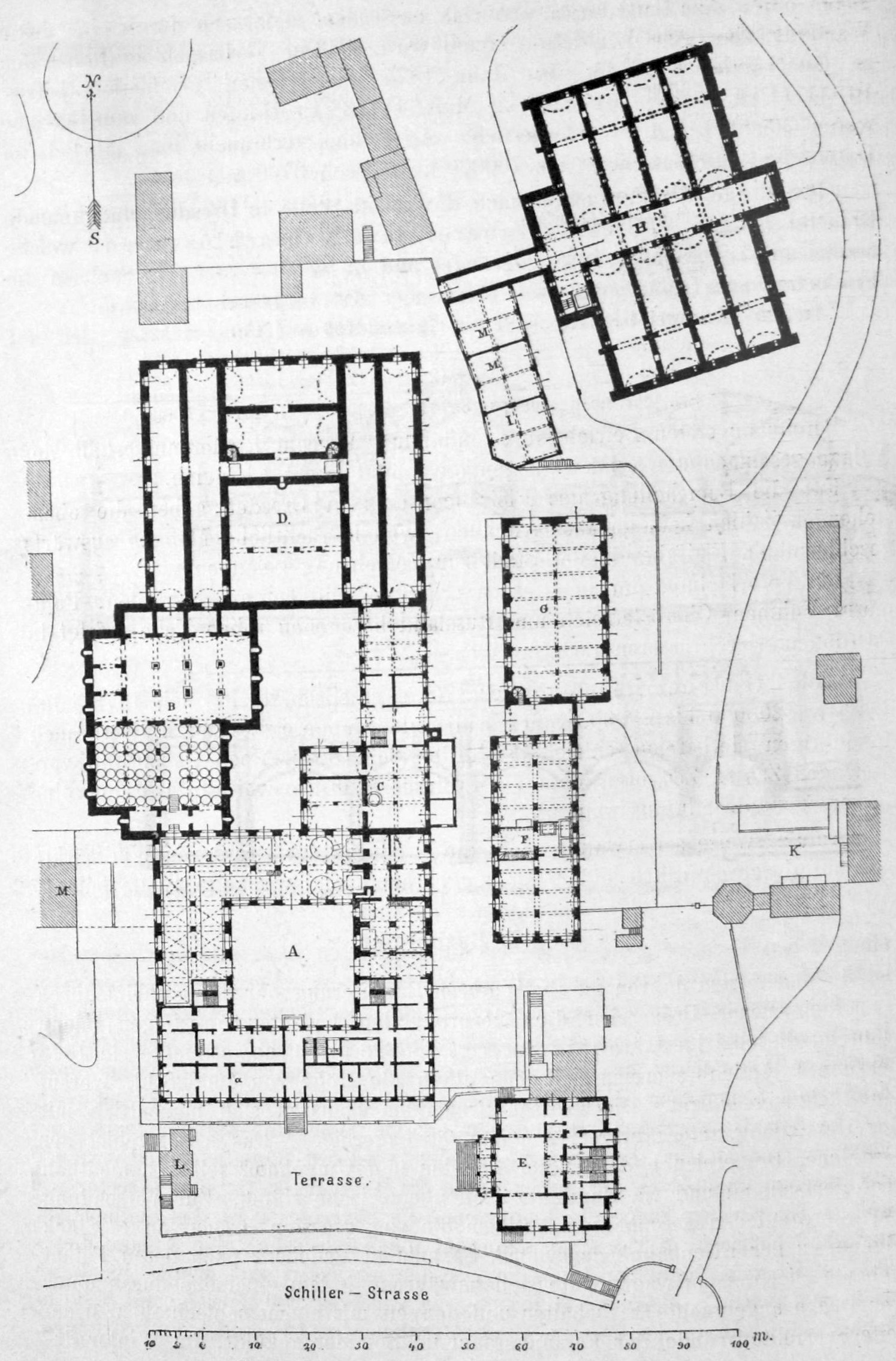
Plan der Brauerei (1878)

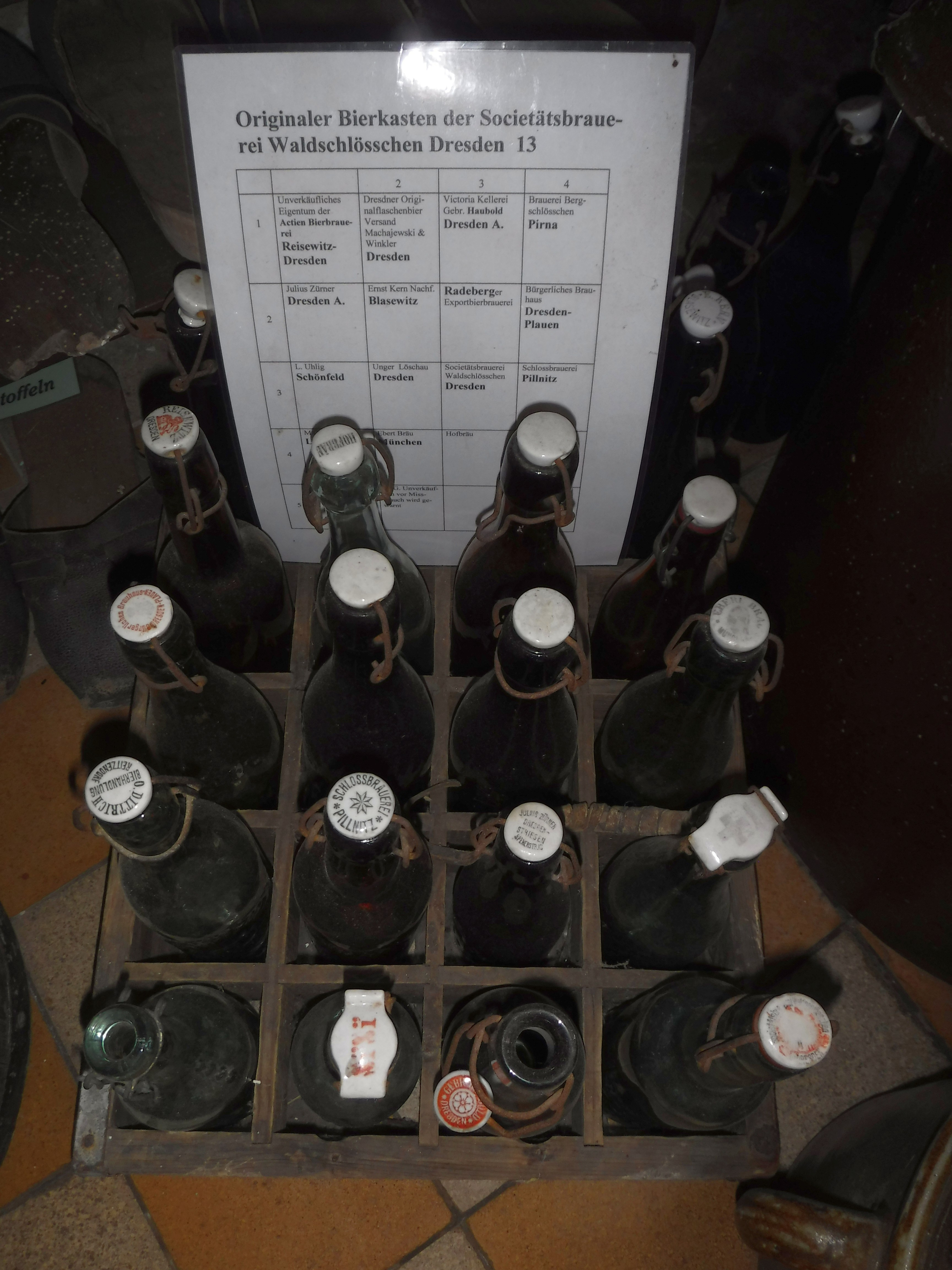
Bierkasten der Waldschlößchen-Brauerei

Die Waldschlösschen-Brauerei ist eine Bierbrauerei in Dresden. Sie befindet sich im Dresdner Stadtteil Radeberger Vorstadt als markantestes Gebäude des Waldschlösschen-Areals an der Bautzner Straße in Sichtweite zur Elbe.

## Geschichte
Am 12. August 1836 gründeten 14 wohlhabende Dresdner Bürger den Actienverein der Societätsbrauerei zu Dresden. Sie sollte eine Großbrauerei werden, in der Bier nach bayrischer Art produziert wurde. Die Bürger kauften 1836 das große Grundstück des Waldschlösschens und errichteten darauf die Brauerei. Sie galt lange Zeit als erste Aktienbrauerei Deutschlands. Im Jahr 2007 wurde jedoch dokumentiert, dass dies vielmehr die unweit Dresdens befindliche Aktiengesellschaft Baiersche Bierbrauerei Medingen war, die bereits im Mai 1836 gegründet wurde.
Am 26. März 1838 wurde nach zweijähriger Bauzeit die Mälzerei, die Brauerei, der Lagerkeller und der Brauereiausschank eingeweiht. Noch im selben Jahr erfolgte in Anlehnung an das benachbarte Jagdschloss die Umbenennung in Waldschlößchen AG, eine der ersten Brauereien Sachsens, die ganzjährig Weizenbier herstellte. Mit jährlich 1,5 Millionen Hektolitern lag die Stadt Dresden damals nach Berlin und München an dritter Stelle der Bierproduktion im Deutschen Bund.
Im Jahr 1857 brannte die Brauerei ab und wurde danach wieder aufgebaut. Auf Grund der guten Qualität des Bieres wurde in viele deutsche Großstädte und ab 1855 nach Brasilien und 1863 nach Paris exportiert. Durch die wirtschaftliche Stärke konnte man sich im hart umkämpften Markt behaupten und überlebte die Schließungen vieler anderer Brauereien im Umland. 1888 erfolgte die Umbenennung in Societätsbrauerei Dresden AG. 
Nach dem Zweiten Weltkrieg erfolgte 1946 die Enteignung der Brauerei mit anschließender Verstaatlichung. Bis 1952 produzierte man als VVB/VEB Waldschlößchenbrauerei. Ab 1960 gehörte die Brauerei als Werk Nord zum VEB (K) Dresdner Brauereien mit über 1200 Mitarbeitern, die bis zu 1,39 Millionen Hektolitern Ausstoß an Bier produzierten. Von 1978 an bis 1984 fungierte die Brauerei als VEB Waldschlößchenbrauerei Dresden im VE Getränkekombinat Dresden. 1981 nahm die Coschützer Brauerei ihren Betrieb auf. Daraufhin stellte man in der Waldschlösschenbrauerei nur noch alkoholfreie Getränke her. 1990 erfolgte dann die Schließung dieser Produktionsstätte.
Nach umfangreichen Um- und Ausbauten wurde 1997 die Gasthausbrauerei Brauhaus am Waldschlösschen in der Brauerei eröffnet. Das Brauhaus braute seitdem vier Biersorten nach alten Rezepturen für das gleichnamige Gasthaus. Erster Betreiber war die Waldschlösschen Rank & Büttig GmbH, die nach dem November-Lockdown eine Wiedereröffnung nach umfangreichen Renovierungsarbeiten für September 2021 nicht umsetzte. Stattdessen übernahm mit der Dresdner Kosiol Gastronomie GmbH als Franchise der Paulaner Brauerei und eröffnete nach 16-monatigem Umbau im März 2023 als Paulaner Bräuhaus am Waldschlösschen. Im März 2024 musste die Franchisenehmerin eine Insolvenz in Eigenverwaltung anmelden. Der Plan einer Umstrukturierung wurde im Mai durch die Paulaner Brauerei Gruppe abgelehnt. Da die Suche nach einem neuen Pächter erfolglos verlief, hat die Gläubigerversammlung durch Beschluss der Einstellung des Betriebes mit zuletzt nur noch 35 Mitarbeitern zum Ende des Monats Juli 2024 „auf unbestimmte Zeit“ zugestimmt.
Seit 1. November 2024 ist die Gasthausbrauerei als Brauhaus am Waldschlösschen unter dem Betreiber MPV Gastro UG wiedereröffnet.

## Biersorten

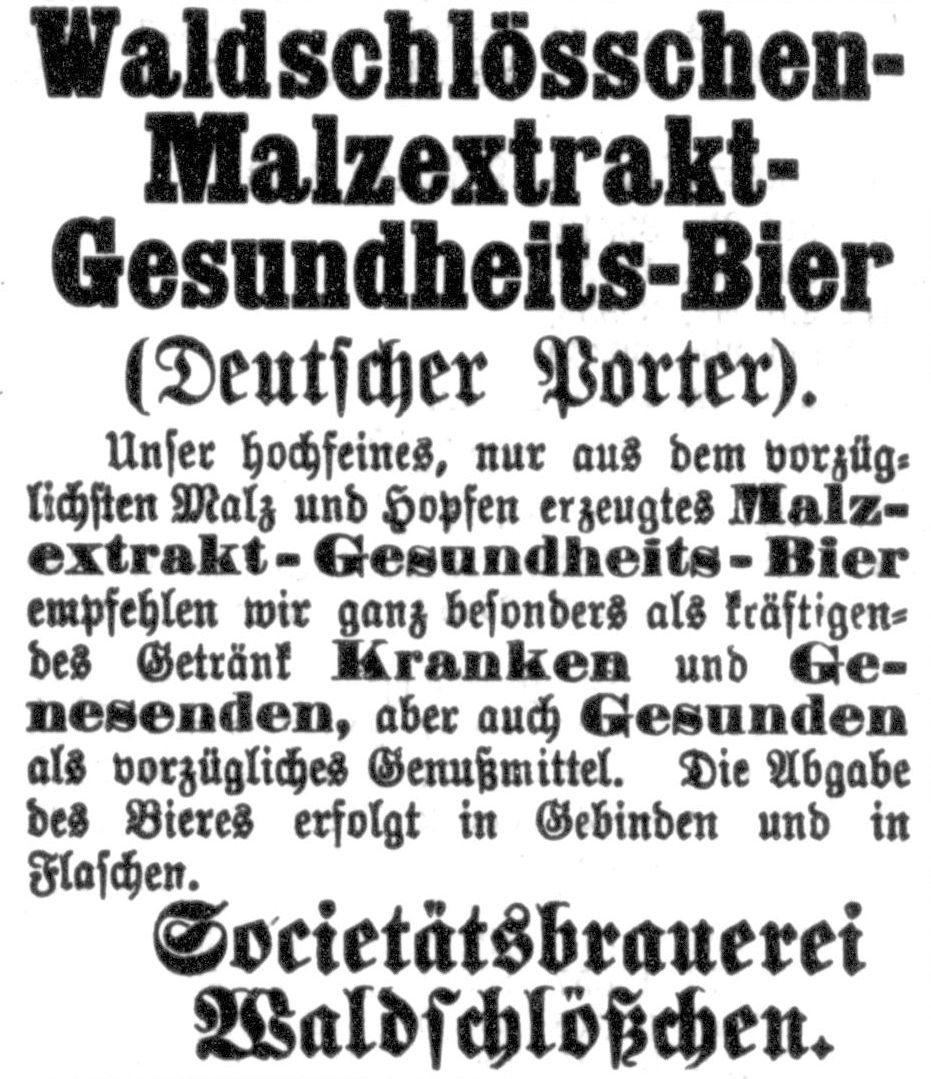
Anzeige für ein Malzextrakt-Gesundheits-Bier (1892)

Waldschlößchen AG (bis 1945)
- Bock
- Doppelbock
- Deutscher Porter
- Klosterbier
- Kronen-Bier
- Bier nach Kulmbacher Art
- Bier nach Münchner Art
- Pilsner
- Lagerbier
- Malz-Bier
- Märzen-Bier
- Weizenmalzbier

VEB Waldschlößchen (1946 bis 1981)
- Bock
- Pilsner
- Einfach
- Vollbier Hell
- Deutsches Pilsner
- Malzbier
- Doppel-Karamel

Brauhaus am Waldschlösschen (1997 bis November 2020)
- Waldschlößchen Zwickl
- Waldschlößchen Vollbier Dunkel
- Waldschlößchen Vollbier Hell
- Waldschlößchen Weißbier

Paulaner Bräuhaus am Waldschlösschen (März 2023 bis Juli 2024)
- Bräuhaus Zwickl
- Bräuhaus Vollbier Dunkel
- Bräuhaus Vollbier Hell
- Bräuhaus Festbier
- Bräuhaus Weißbier